# حي بدر (الدمام)
يقع حي بدر غرب مدينة الدمام ويحده من جهة الغرب طريق أبو حدرية السريع ومن جهة الشمال شارع الملك سعود ومن جهة الشرق طريق أبو بكر الصديق رضي الله عنه ومن جهة الجنوب طريق الملك فهد.

## التسمية
كان يسمى بحي 91 تقريبا لمدة عشرين سنة حيث أن سكان الحي لم يجدوا اسما لهذا الحي غير رقمه في مخطط بلدية الدمام حتى جاءت تسمية رسمية للأحياء وتمت تسميته بحي بدر.

## المرافق والخدمات
الحي مكتمل الخدمات إذ يوجد به مركز صحي للرعاية الأولية ومستوصف الراي الطبي ومستوصف الصحة والحياة ومدارس للبنين والبنات في مختلف المراحل ومن أشهر مدراس البنين مدرسة الجهاد الثانوية ومدرسة عمير المتوسطة ومدرسة عقبة بن عامر الابتدائية اما مدارس البنات العشرون والحادية عشر ورواد السلام، كما يوجد به مجمع أسواق الشلوي يقع في وسط الحي.

## المساجد
- جامع الخفرة
- جامع الراجحي
- جامع ابن عثيمين
- جامع محمد بن عبد الوهاب
- جامع فاطمة الزهراء رضي الله عنها[3]
- جامع عائشة بنت أبي بكر الصديق رضي الله عنهم
- جامع البراك
- جامع البرء بن عازب
- جامع بلاط الشهداء
- مسجد أبو عبيده الجراح